# 28.ª Avenida Suroeste
La 28.ª Avenida Suroeste (Vigesimoctava Avenida Suroeste) es una calle arterial fragmentada ubicada en el cuadrante suroeste de la ciudad de Managua, Nicaragua. Recorre zonas urbanas, barrios históricos y sectores residenciales, desempeñando funciones de conectividad transversal entre avenidas mayores como la NIC-2 y la Pista Suburbana.

## Trazado
El primer tramo inicia en la intersección de la Calle Central (Managua) con la Pista Las Brisas en el barrio Monseñor Lezcano Oeste, cruzando hacia el sur hasta su terminación en la NIC-2 (Carretera Sur).
El segundo tramo aparece más adelante iniciando desde la Avenida Batahola en el barrio Altagracia, conectando segmentos interiores del barrio.
El tercer tramo se extiende desde la intersección con la 40 Calle Suroeste en las cercanías del barrio Camino de Oriente, continuando por la 45 Calle Suroeste hasta culminar como un callejón sin salida (cul-de-sac) en el Barrio Camino Ortega.

## Intersecciones principales
- Calle Central (Managua) – Entrada norte desde Monseñor Lezcano
- Pista Las Brisas – Conexión hacia Pista de la Resistencia y sectores del oeste
- NIC-2 – Eje nacional hacia Masaya y Carretera Sur
- Avenida Batahola – Arteria intermedia en Altagracia
- 40 Calle Suroeste – Tramo residencial
- 45 Calle Suroeste – Vía local hacia Camino Ortega

## Barrios que atraviesa
- Monseñor Lezcano Oeste
- Altagracia
- Camino de Oriente
- Barrio Camino Ortega

## Coordenadas
12°7′50″N 86°16′5″O / 12.13056, -86.26806